# Hiram Bingham
Hiram Bingham III (Honolulu, 19 novembre 1875 – Washington, 6 giugno 1956) è stato un esploratore, archeologo e politico statunitense.
Sebbene considerato un archeologo, egli preferì sempre definirsi esploratore.

## Biografia
Bingham nacque a Honolulu, sulle isole Hawaii, figlio e nipote di missionari protestanti del Regno delle Hawaii. Durante l'adolescenza si trasferì negli Stati Uniti per completare gli studi. Ottenne un diploma alla Università Yale nel 1898, uno all'Università della California nel 1900 e uno a Harvard nel 1905. Fu quindi professore di storia e di politica a Harvard e poi a Princeton.
Divenne esploratore durante il suo insegnamento a Princeton. Durante una missione nel 1911, scopre la città inca di Machu Picchu, nelle Ande peruviane, nonché le rovine di Vilcabamba, che però non identificò (credeva che Machu Picchu fosse Vilcabamba, la città rifugio degli Incas). La sua scoperta ottenne grande risonanza e fu trattata anche dalla rivista National Geographic.
Durante la prima guerra mondiale prestò servizio nell'aviazione dell'US Army, comandando anche una scuola di volo a Issoudun, in Francia. Nel 1924 divenne governatore repubblicano del Connecticut, quindi senatore. Pubblicò nel 1948 il libro La città perduta degli Inca, in cui è narrata la sua scoperta. Morì a Washington e fu sepolto nel Cimitero nazionale di Arlington, in Virginia.

## Eredità culturale
Secondo molti la figura di Bingham è l'ispiratrice del personaggio immaginario di Indiana Jones.

## Scoperta di Machu Picchu
Secondo documenti individuati nel 2008 in archivi peruviani e statunitensi, il vero scopritore di Machu Picchu sarebbe Augusto Berns, avventuriero e trafficante tedesco, che visitò per primo la città perduta nel 1867 e iniziò a depredarne le ricchezze col benestare del governo peruviano.
Esiste addirittura una mappa del 1874 disegnata da Herman Gohring che mostra chiaramente il nome di Machu Picchu e la sua esatta collocazione.